# Acanthodelta orea
Acanthodelta orea là một loài bướm đêm trong họ Noctuidae.